# Stensjön (Erska socken, Västergötland)
Stensjön är en sjö i Alingsås kommun i Västergötland och ingår i Göta älvs huvudavrinningsområde. Sjön ligger i vildmarksområdet Risveden.